# 高橋站 (日本)
高橋站（日语：／ Takahashi eki */?）是位於佐賀縣武雄市朝日町大字甘久，九州旅客鐵道（JR九州）的佐世保線車站。

## 車站構造
車站是一座地面車站，設有2面2線的相對式月台。車站大樓是建設位於1989年（平成元年），大樓為一座荷蘭風格的建築物。兩月台之間設有跨線橋連接。此站設有旱廁。
此站是無人站，設有自動售票機（發售磁式車票）。

## 使用狀況
在2011年度，1日平均乘車人次為146人，2016年度起，因本站使用人數未達至全九州首300位，所以不再公佈確實數字，但由於每日平均乘車人數仍超過100人，固此仍可記錄於JR九州的每年排行榜名的附表內標示。
| 乘車人次變化 | 乘車人次變化     |
| 年度         | 1日平均人次      |
| ------------ | ---------------- |
| 2000         | 133              |
| 2001         | 121              |
| 2002         | 130              |
| 2003         | 117              |
| 2004         | 132              |
| 2005         | 138              |
| 2006         | 153              |
| 2007         | 159              |
| 2008         | 159              |
| 2009         | 155              |
| 2010         | 157              |
| 2011         | 146              |
|              |                  |
| 2015         | 136              |
| 2016         |                  |
| 2016         | 少於323，多於100 |
| 2017         | 少於314，多於100 |
| 2018         | 少於308，多於100 |
| 2019         | 少於303，多於100 |
| 2020         | 少於249，多於100 |
| 2021         | 少於246，多於100 |
| 2022         | 少於267，多於100 |
| 2023         | 少於282，多於100 |

## 歷史
- 1923年8月21日：鐵道省（國有鐵道）車站啟用。
- 1987年4月1日：隨國鐵分割民營化，車站由九州旅客鐵道（JR九州）營運[11]。
- 2022年2月27日：大町～本站複線化[12]。
- 2024年度：開始支援SUGOCA付款，並加設對應IC卡出、入閘的讀寫器[13]。

## 相鄰車站
九州旅客鐵道（JR九州）
■佐世保線
北方－高橋－武雄溫泉

## 外部連結
- JR九州高橋站 （页面存档备份，存于）（日語）